# Andreas Reichhardt
Andreas Reichhardt (ur. 23 października 1968 w Wiedniu) – austriacki prawnik i urzędnik państwowy, w latach 2019–2020 minister transportu, innowacji i technologii.

## Życiorys
Kształcił się m.in. w Lycée Français de Vienne. Ukończył studia prawnicze na Uniwersytecie Wiedeńskim. Pracował w przedsiębiorstwie kosmetycznym Biodroga Cosmetics. Później został urzędnikiem państwowym, był zatrudniony w biurze wiceprzewodniczącego Rady Narodowej Thomasa Prinzhorna, pełnił funkcję zastępcy szefa gabinetu ministra Huberta Gorbacha. W 2005 objął najwyższe resortowe stanowisko urzędnicze szefa sekcji, odpowiadając za dział innowacji i telekomunikacji.
Był radnym dzielnicy Landstraße z ramienia Wolnościowej Partii Austrii. W 2017 reprezentował FPÖ w rozmowach nad umową koalicyjną. W latach 2018–2019 był sekretarzem generalnym ministerstwa transportu, innowacji i technologii, którym kierował Norbert Hofer.
W czerwcu 2019 objął urząd ministra transportu, innowacji i technologii w technicznym rządzie Brigitte Bierlein. Stanowisko to zajmował do stycznia 2020.